# Estação Mladost 1

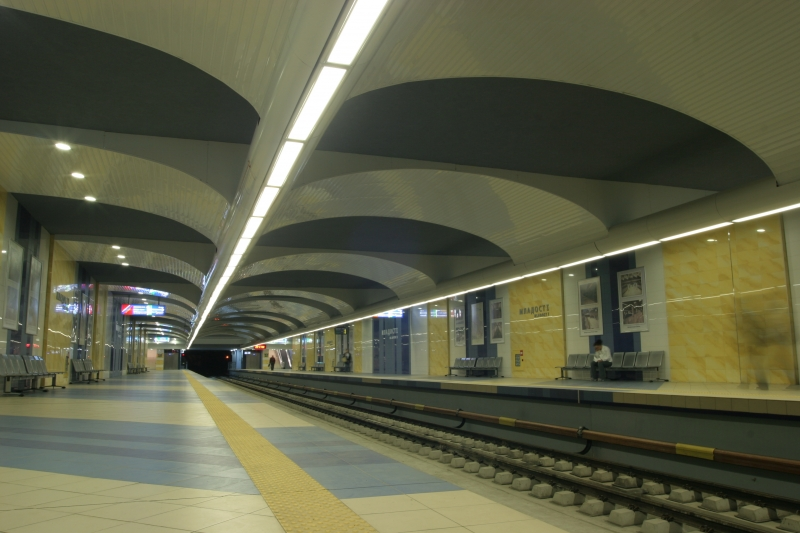
Parte interna da Estação Metroviária Mladost 1.

A Estação Metroviária Mladost 1 é uma estação da linha principal do Metropolitano de Sófia, na Bulgária. A estação, que entrou em operação em 8 de maio de 2009, é a última da linha principal vindo da Estação Obelya, sendo precedida pela Estação Musagenitsa.